# Орландо Сити СК
Орландо Сити Сокър Клъб е американски футболен клуб от едноименния град. От 2015 г. участва в Мейджър Лийг Сокър.

## История
През 2010 г. членът на съвета на директорите на Сток Сити Фил Ролинз придобива празо да управлява клуб от USL Pro – третата дивизия на футбола в САЩ. Ролинз откупува Остин Ацтекс и ги премества в Орландо. Първият си мач новият отбор изиграва на 2 април 2011 срещу ФК Ню Йорк. Орландо завършват на първа позиция в редовния сезон на USL Pro, а на 3 септември 2011 печелят и плейофите след победа с дузпи срещу Харисбърг Сити Айлъндърс. През 2012 Орландо отново печелят редовния сезон, но на плейофите достигат едва полуфинал.
На 17 февруари 2013 клубът е закупен от бразилския милиардер Флавио Аугусто да Силва. Отборът завършва втори в редовния сезон, но печели плейофите за втори път в трите години от съществуването си. На 19 ноември 2013 г. да Силва откупува лиценз за Мейджър Лийг Сокър срещу 70 милиона долара. На Орландо е позволено да влезе в най-висшата дивизия на САЩ от сезон 2015. Орландо се побратимяват с Бенфика, като двата отбора ще си съдействат за развитието на млади футболисти. В последния си сезон в USL Pro отборът печели редовния сезон и достига 1/4 финал на плейофите.
На 1 юли 2014 г. с Орландо подписва бразилската суперзвезда и носител на Златната топка за 2007 г. Кака. Преди началото на сезон 2015 Кака е избран и за капитан на отбора.

## Успехи
- USL Pro – 2011, 2013